# 1.ª División de Caballería (Ejército franquista)
La 1.ª División de Caballería fue una unidad del Ejército franquista que combatió en la Guerra Civil Española, durante la cual jugaría un papel relevante. Su actuación más destacada tuvo lugar durante la batalla del Alfambra.

## Historial
La unidad fue creada el 10 de noviembre de 1937, quedando al mando del general José Monasterio Ituarte. Por su parte, a jefatura de Estado Mayor recayó en el comandante de Estado Mayor Fernando García Loygorry.
A lo largo de la contienda participó en las batallas de Alfambra, Aragón, Levante y Cataluña. Durante la batalla del Alfambra la división tuvo una actuación destacada sobre las fuerzas republicanas, lanzando la que se ha considerado la última carga de caballería de la historia militar. Tras la ofensiva de Aragón la unidad pasó a quedar desplegada en el frente del Segre, en situación de reserva. En julio de 1938 se creó en Andalucía otra división de caballería, la 2.ª, adscrita al Ejército del Sur. En marzo de 1939, adscrita al Ejército del Centro, la 1.ª División de caballería participó en la llamada «ofensiva final».
Tras el final de la contienda la unidad continuó su vida operativa, quedando adscrita a la I Región Militar.